# مایک ایوانو
مایک ایوانو (انگلیسی: Mike Ivanow؛ زادهٔ ۹ ژانویهٔ ۱۹۴۸) بازیکن فوتبال اهل ایالات متحده آمریکا بود.
وی به‌همراه تیم ملی فوتبال ایالات متحده آمریکا در بازی‌های المپیک تابستانی ۱۹۷۲ شرکت کرده‌است.